# Lamprocopa orientalis
Lamprocopa orientalis es una especie de insecto coleóptero de la familia Chrysomelidae.
Fue descrita científicamente en 1903 por Weise.